# MS Spirit of Britain

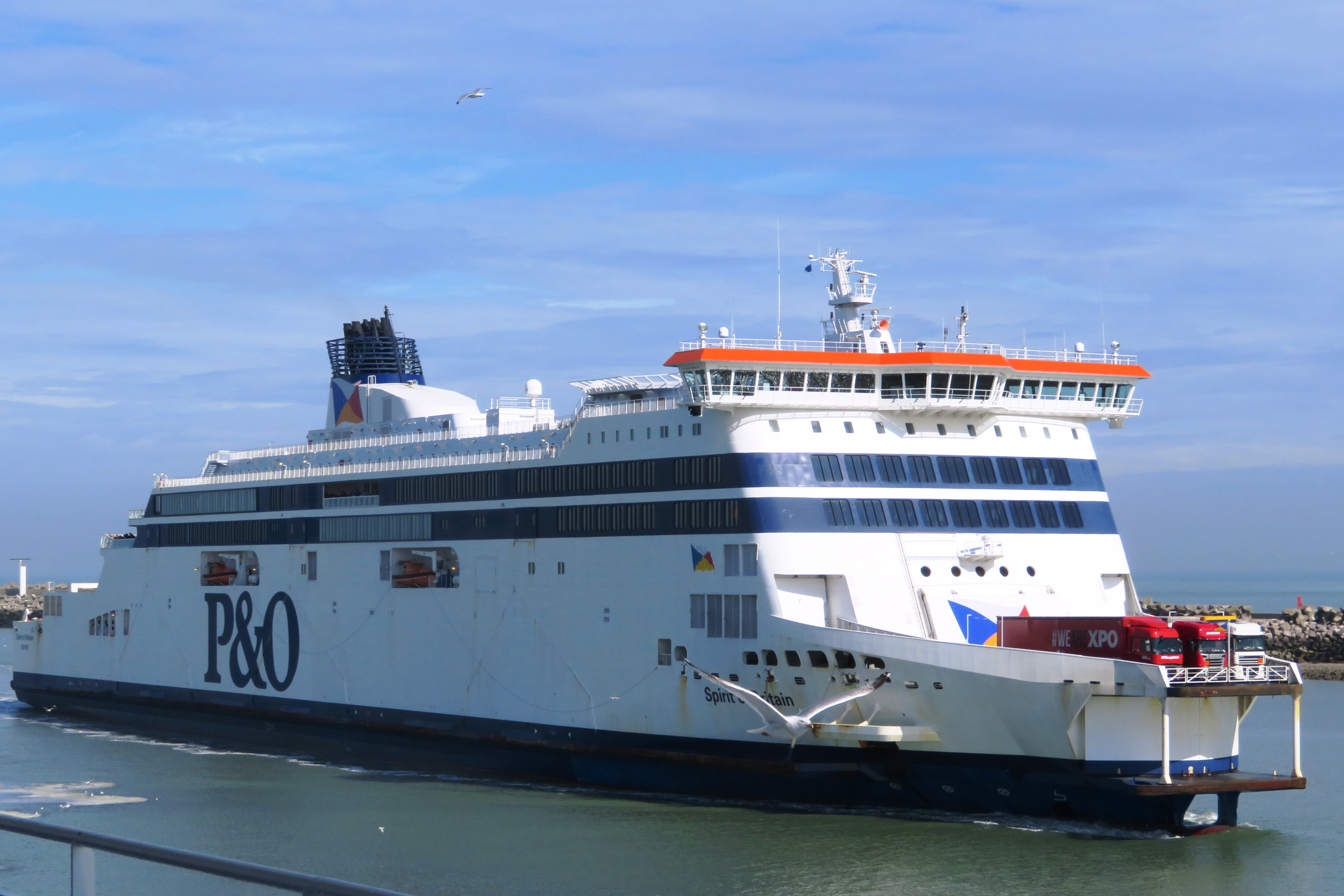

Le MS Spirit of Britain est un ferry trans-manche opéré par P&O Ferries sur la liaison Calais-Douvres. Il est le premier des deux navires de classe «Spirit» construits pour P&O Ferries, l'autre étant le Spirit of France. Les navires sont les plus grands ferry jamais construits pour le pas de Calais.

## Historique
P&O Ferries a signé un contrat à 360 millions d'euros avec Aker Yards (STX Europe) le 8 août 2008, pour les deux plus grands ferry jamais construits pour naviguer dans le pas de Calais (Calais - Douvres). Le premier est rentré en service en janvier 2011 et le second en septembre 2011 afin de remplacer le Pride of Dover et le Pride of Calais.
Cette nouvelle flotte a été spécialement conçue pour naviguer entre Calais et Douvres et ont été construits en rigueur avec le ‘Passeport Vert’ qui décide du choix des matériaux en faveur du développement durable. Ces ferry sont respectueux de l'environnement, offrant des progrès significatifs en matière de consommation de carburant grâce à une forme de coque hydro-dynamique efficace qui optimise les performances des navires avec une consommation de carburant minimale. Ce sont les premiers ferry de passagers au monde à se conformer aux nouvelles exigences de l'Organisation Maritime Internationale «Retour sûr au port», en avance sur la date de conformité internationale. Ces règles exigent que, dans le cas où le navire a un accident, des services de base soient fournis à toutes les personnes à bord et que certains systèmes restent opérationnels pour un retour au port en toute sécurité. Les normes de performance sont stipulées pour un large éventail de systèmes de navires, y compris la lutte contre l'incendie, l'alimentation électrique, la propulsion, la direction et la navigation. Ces exigences entrent en vigueur pour les navires construits après le 1er juillet 2010.
Les navires ont la notation Lloyd's Register : RMPD (Redondance des Machines de Propulsion et de Direction) qui sera assignée lorsque les systèmes de propulsion et de direction principaux sont configurés pour assurer qu'en cas de défaillance de l'équipement, le navire conserve sa puissance de propulsion et ses manœuvres. capacité à fournir un retour sûr au port.
- 3 mars 2009: La première plaque d'acier a été coupée par le PDG de P&O Ferries, Helen Deeble.
- 25 août 2009: La quille a été posée au chantier naval STX Europe Rauma à Rauma, en Finlande. Conformément à la tradition maritime, les pièces de monnaie ont été placées sous la quille pour la bonne fortune.
- 13 mai 2010: Il a été annoncé que les nouveaux navires seraient baptisés Spirit of Britain et Spirit of France. Le Spirit of Britain devait à l'origine s'appeler Olympic Spirit, mais a été renommé pour éviter la violation du droit d'auteur. Dame Kelly Holmes a accepté de devenir la marraine du Spirit of Britain.
- 8 juin 2010: Le Spirit of Britain sort de son chantier de construction à Rauma, en Finlande.
- 8 juin 2010: Après avoir été évacuée de son quai de construction, le Spirit of Britain est manœuvré au quai d'armement par des remorqueurs.

## Essais en mer et livraison
- 23 novembre 2010: Départ du chantier naval de STX Europe à Rauma à 10h00 pour ses premiers essais en mer dans le golfe de Botnie.
- Décembre 2010: propriétaire enregistré et gestionnaire de navire; P & O Short Sea Ferries Ltd, Douvres, Royaume-Uni.
- 5 janvier 2011: Livré à P & O Ferries à Rauma, en Finlande.
- 5 janvier 2011: Départ du chantier naval Rauma de STX Europe lors de son voyage de livraison à Douvres. En raison des fortes conditions de glace dans la Baltique, elle a été escortée par le brise-glace Nordica jusqu'à son arrivée à Stockholm, en Suède.
- 9 janvier 2011: Arrivé au port de Douvres peu après 11h00, escorté par le Dover Harbour Board, le DHB Dauntless et le DHB Doughty.
- 9 janvier 2011: Après avoir traversé la baie et tourné, elle a procédé à l'accostage sur l'Eastern Arm.
- 10 janvier 2011: Déplacement à six dans les docks de l'est pour continuer ses préparatifs pour prendre ses fonctions le 21 janvier 2011.
- 11 janvier 2011: Déploiement de Marin Ark à côté du quai de Douvres.
- 14 janvier 2011: Réalisation d'essais d'accostage dans le port de Douvres.
- 15 janvier 2011: Réalisation d'essais d'accostage dans le port de Calais.
- 21 janvier 2011: Entré en service commercial entre Douvres et Calais sous le commandement du capitaine senior, le Capitaine David Miller.
- 24 janvier 2011: Passage à ARNO à Dunkerque pour 48 heures de travaux correctifs afin d'assurer un meilleur port dans le port de Calais. Sa bêche d'arc a été prolongée de 300 mm sur le pont cinq et de 150 mm sur le pont trois.
- 4 février 2011: Aborted 09:20 voile avec des problèmes techniques. Il a été signalé qu'elle souffrait de problèmes d'arbre. Elle a quitté Dover à 12h30 avec l'aide de deux remorqueurs et s'est rendue sur les routes de Margate.
- 5 février 2011: Départ des routes de Margate à destination de Zeebrugge, arrivée à 23h30.
- 6 février 2011: Départ de Zeebrugge à 16h30. Elle est arrivée à Douvres à 22h00 avant de prendre la route à 23h15 pour Calais.
- 24 mars 2011: Officiellement nommée Spirit of Britain par Dame Kelly Holmes MBE aux docks de Dover. Elle a navigué du port à 13h30 pour une croisière spéciale avant de retourner à Douvres à 14h30. Elle a repris le service entre Douvres et Calais à 17h30.
- 10 mai 2011: il a été signalé qu'il était hors service en raison d'un problème électrique.
- 11 mai 2011: Service réintégré entre Douvres et Calais.
- 28 décembre 2011: Départ de Douvres pour une inspection de la coque à Falmouth, Cornwall.
- 5 janvier 2012: Arrivé à Douvres et pris le service de 19h05 à Calais.

Le Spirit of Britain est arrivé à Douvres le dimanche 9 janvier 2011 peu après 11h00, après des essais en mer réussis. Après des essais d'accostage à Douvres le 14 janvier 2011 et à Calais le lendemain, le Spirit of Britain a commencé son service le 21 janvier 2011, sous le commandement du capitaine senior, le capitaine David Miller. Depuis, le Spirit of Britain a été à Dunkerque, Margate Roads, Zeebrugge et Falmouth pour la maintenance, et a également été rendu à ses constructeurs en mars et avril 2012, pour résoudre un problème de vibration, aux dépens de STX Europe.
Le 23 janvier 2016, des anarchistes occidentaux ont encouragé quelque 350 réfugiés de la jungle de Calais à prendre d'assaut le port de Calais. Une cinquantaine de personnes ont embarqué à bord du MS Spirit of Britain et ont ensuite été arrêtées par la police.

## Navire jumaux
- Spirit of France